# ロザリーナ
ロザリーナは、日本のシンガーソングライター。所属レコード会社はSony Music Records。
名前は癒し・リラックス効果をもたらすハーブ "rosalina"に由来する。

## 来歴
2016年1stアルバム『ロザリーナ』をインディーズでリリース、歌手としての本格的な活動をスタートさせる。「クラリーノランドセル・タフロック」動画CM曲の作詞・作曲・歌唱を担当。
2017年、TVアニメ「妖怪アパートの優雅な日常」第一期OP曲「Good Night Mare」、最新ED曲「音色」、神戸コレクション 2017A/W テーマソング「ドレスコード」のタイアップ3曲を収録、西野亮廣による書き下ろしイラストをジャケットにしたデビュー・シングル「音色」をリリース。
2018年4月11日、シングル「タラレバ流星群」でソニー・ミュージックレコーズからメジャー・デビュー。当楽曲は小袋成彬率いるTokyo Recordingsによるサウンドプロデュースであり、全国ラジオ40局でヘヴィー・ローテーションされた。
以降、アニメ「からくりサーカス」書き下ろしED曲「マリオネット」、同アニメOP曲「Over me」、橋本愛主演NHK BSプレミアムプレミアムドラマ「長閑の庭」主題歌「ボクラノカタチ」など、アニメ関連を中心にタイアップ楽曲をコンスタントにリリース。
2019年、NHK「みんなのうた」2019年8～9月期放送曲に配信限定シングル「I.m.」が採用。同年9月6日に配信されたTHE ORAL CIGARETTES初のフィーチャリング楽曲「Don't you think feat.ロザリーナ」に参加。同年10月開始アニメ「歌舞伎町シャーロック」EDテーマ「百億光年」リリース。2020 年１月29 日にリリースした１st Album「INNER UNIVERSE」収録曲の「何になりたくて、」が10 代学生を中心に口コミで広がり、YouTube での再生回数は778万回を突破。
2020年12月25日公開、アニメ映画「えんとつ町のプペル」同名テーマ曲を歌唱。
2022 年１月19 日にデジタルリリースした「Life Road」は「コカ·コーラ福ボトル」TVCM「魔法は。すぐそばにある」篇にも大抜擢され、自身初のCM出演も果たす。
更には5月からAmazon Music ブランドCM「Following is Cheering」篇にも出演したりと話題を呼んだ。
2023年4月19日にリリースした「I knew」は、テレビ朝日ドラマ『unknown』挿入歌、また「no plan」は2024年5月24日公開の映画『帰ってきた あぶない刑事』挿入歌を担当した。
その後も各種タイアップ楽曲をコンスタントにリリース中。

## ディスコグラフィ

### シングル
|        | 発売日         | タイトル       | 規格品番     | 規格品番     | オリコン 最高位 |
| 限定盤 | 発売日         | タイトル       | 通常盤       |              | オリコン 最高位 |
| ------ | -------------- | -------------- | ------------ | ------------ | --------------- |
| 1st    | 2017年10月3日  | 音色           |              | UXCL-136     | 190位           |
| 2nd    | 2018年4月11日  | タラレバ流星群 | SRCL-9710/1  | SRCL-9712    | 107位           |
| 3rd    | 2018年11月28日 | マリオネット   | SRCL-9953    | SRCL-9952    | 76位            |
| 4th    | 2019年5月22日  | Over me        | SRCL-11171   | SRCL-11170   | 93位            |
| 5th    | 2019年11月20日 | 百億光年       | SRCL-11331   | SRCL-11330   | 162位           |
| 6th    | 2022年9月7日   | Face2          | SRCL-12224/5 | SRCL-12223   | 49位            |
| 7th    | 2023年8月2日   | my star        |              | SRCL-12583/4 | 183位           |

### 配信限定シングル
| 発売日         | タイトル                | 収録作         |
| -------------- | ----------------------- | -------------- |
| 2017年8月7日   | Good Night Mare         | INNER UNIVERSE |
| 2017年8月28日  | ドレスコード            | INNER UNIVERSE |
| 2018年8月1日   | にじいろ                | INNER UNIVERSE |
| 2018年11月2日  | マリオネット アニメVer. | 未収録         |
| 2019年6月9日   | ボクラノカタチ          | INNER UNIVERSE |
| 2019年8月28日  | I.m.                    | INNER UNIVERSE |
| 2020年5月1日   | moon & sun              | 飛べないニケ   |
| 2020年8月6日   | NEVERLAND               | 飛べないニケ   |
| 2021年2月20日  | 涙の銀河                | 飛べないニケ   |
| 2022年1月19日  | Life Road               | sweet ring     |
| 2022年7月14日  | Gloomy Day              | Face2          |
| 2022年8月5日   | Face2                   | Face2          |
| 2023年4月19日  | I knew                  | sweet ring     |
| 2023年11月18日 | 0×98                    | sweet ring     |
| 2024年1月17日  | タカラモノ              | sweet ring     |

### 参加作品
| 発売日         | タイトル                                                 | 収録曲          |
| -------------- | -------------------------------------------------------- | --------------- |
| 2019年9月6日   | THE ORAL CIGARETTES『Don't you think (feat.ロザリーナ)』 | Don't you think |
| 2023年10月11日 | RED SPIDER『音人間 (feat. ロザリーナ & KENTY GROSS)』    | 音人間          |

## タイアップ
| 年     | タイトル           | タイアップ先                                                                                |
| ------ | ------------------ | ------------------------------------------------------------------------------------------- |
| 2017年 | Good Night Mare    | TVアニメ「妖怪アパートの幽雅な日常」第1クールオープニングテーマ                             |
| 2017年 | 音色               | TVアニメ「妖怪アパートの幽雅な日常」第2クールエンディングテーマ                             |
| 2017年 | ドレスコード       | ファッションショーイベント「神戸コレクション2017A/W」テーマソング                           |
| 2018年 | Stereo             | テレビ神奈川（tvk）制作の音楽情報バラエティ番組「関内デビル」2018年12月度エンディングテーマ |
| 2018年 | マリオネット       | TVアニメ「からくりサーカス」第1クールエンディングテーマ                                     |
| 2019年 | Over me            | TVアニメ「からくりサーカス」第3クールオープニングテーマ                                     |
| 2019年 | ボクラノカタチ     | NHK BSプレミアムプレミアムドラマ「長閑の庭」主題歌                                          |
| 2019年 | I.m.               | NHK「みんなのうた」（2019年8-9月）書き下ろし曲                                              |
| 2019年 | 百億光年           | TVアニメ「歌舞伎町シャーロック」第1クールエンディングテーマ                                 |
| 2020年 | えんとつ町のプペル | アニメ映画「えんとつ町のプペル」エンディングテーマ                                          |
| 2022年 | Life Road          | 日本コカ・コーラ 福ボトルキャンペーン TVCM「魔法は、すぐそばにある。」篇                    |
| 2022年 | Face2              | TVアニメ「15周年 コードギアス 反逆のルルーシュ R2」第1クールオープニングテーマ              |
| 2022年 | Gloomy Day         | ABEMA TVドラマ「ANIMALS‐アニマルズ‐」主題歌                                                 |
| 2023年 | my star            | テレビアニメ『EDENS ZERO』第2期第2クールエンディングテーマ                                  |
| 2024年 | no plan            | 映画「帰ってきた あぶない刑事」挿入歌                                                       |

## 出演

### テレビドラマ
- 看守の流儀（2025年6月21日、テレビ朝日） - 三上順 / JUN 役[4]

### 舞台
- 姉さんは、暖炉の上の、壺の中—My Sister Lives on the Mantelpiece（2024年11月21日 - 12月1日〈予定〉、CBGKシブゲキ!!） - ジャスミン 役[5]